# アナ・ポップルウェル
アナ・ポップルウェル（Anna Popplewell, 本名: Anna Katherine Popplewell, 1988年12月16日 - ）は、イギリスの女優。

## 来歴
イングランド・ロンドン出身。6歳からオールソーツ（Allsorts Drama School）で演技を学び、1998年のテレビ映画『Frenchman's Creek』で子役としてデビュー。1999年に『Mansfield Park』で映画デビュー。
2001年BAFTAイギリス作品賞を受賞した『Me Without You』や、2003年ピーター・ウェヴァー監督作『真珠の耳飾りの少女』にも出演している。代表作である2005年映画『ナルニア国物語』のスーザン・ペベンシー役のオーディションを受け見事この大役を射止めた。
現在、『ナルニア国物語』の著者C.S.ルイスも通っていたオックスフォード大学に在籍している才女でもある。

## 人物
- 父親は弁護士、母親は学者。3人姉妹の長女で、弟妹もオールソーツに学んだ。
- 『ナルニア国物語』で共演したウィリアム・モーズリー、スキャンダー・ケインズ、ジョージー・ヘンリーとは映画のペベンシー兄妹以上に仲が良い。
- サム・ケアード（Sam Caird）という男性と、2016年5月14日、ロンドンで結婚。

## 主な出演作品

### テレビドラマ
| 放送年 | 放送局 | 作品名２                 | 役名   | 備考                               |
| ------ | ------ | ------------------------ | ------ | ---------------------------------- |
| 1989年 |        | フレンチマンズ・クリーク |        |                                    |
| 2013年 |        | クイーン・メアリー       | ローラ | 2016年9月～ ＢＳプレミアムにて放送 |

### 映画
| 公開年 | 作品名                                                                                                  | 役名                 | 備考         |
| ------ | --- | -------------------- | ------------ |
| 1999年 | Mansfield Park                                                                                          | ベッツィー           |              |
| 2000年 | 『リトル・ヴァンパイア』 The Little Vampire                                                             | アンナ               | 日本未公開   |
| 2001年 | 『ミー・ウィズアウト・ユー』 Me Without You                                                             | マリーナ（少女時代） |              |
| 2002年 | 『サンダーパンツ!』 Thunderpants                                                                        | デニス・スマッシュ   |              |
| 2003年 | 『真珠の耳飾りの少女』 Girl with a Pearl Earring                                                        | マーガレット         |              |
| 2005年 | 『ナルニア国物語/第1章: ライオンと魔女』 The Chronicles of Narnia: The Lion, the Witch and the Wardrobe | スーザン・ペベンシー |              |
| 2008年 | 『ナルニア国物語/第2章: カスピアン王子の角笛』 The Chronicles of Narnia: Prince Caspian                 | スーザン・ペベンシー |              |
| 2010年 | 『ナルニア国物語/第3章: アスラン王と魔法の島』 The Chronicles of Narnia: The Voyage of the Dawn Treader | スーザン・ペベンシー |              |
| 2012年 | Payback Season                                                                                          | イジー               | 日本公開未定 |
| 2012年 | HALO4:forward unto dawn                                                                                 | カイラ               |              |
| 2023年 | 死霊館のシスター 呪いの秘密 The Nun II                                                                  | ケイト               |              |